# Pangrapta recusans
Pangrapta recusans är en fjärilsart som beskrevs av Walker 1866. Pangrapta recusans ingår i släktet Pangrapta och familjen nattflyn. Inga underarter finns listade i Catalogue of Life.